# AV.link
AV.link(상표명: nexTViewLink, SmartLink, Q-Link, EasyLink 등)는 SCART(EIA Multiport) 커넥터를 통해 연결된 시청각 장치 간에 제어 정보를 전달하는 프로토콜이다.
CENELEC EN 50157-1로 표준화되어 있다.
HDMI 및 PDMI의 CEC(Consumer Electronics Control) 통신 채널은 AV.link를 기반으로 한다.